# Claudia Albert
Claudia Albert (1953) is een Duitse literatuurwetenschapper en professor.

## Leven
Ze studeerde Duitse filologie, Romaanse filologie en vergelijkende literatuurwetenschap in Keulen, Toulouse en Berlijn (FU) en schoolmuziek (hoofdvak fluit) aan de Hochschule der Künste Berlin (eerste staatsexamen in 1977, tweede staatsexamen in 1979, uitbreidingsexamen Spaans in 1979). Na haar doctoraat in 1982 en haar habilitatie in 1989 aan het departement Duitse studies van de FU Berlijn, doceerde ze daar als buitengewoon hoogleraar.
Haar onderzoeksinteresses omvatten achttiende-eeuwse burgerlijke cultuur en identiteit, de Weimarrepubliek, Frans-Duitse en Duits-Spaanse literaire relaties, en Oostenrijkse en DDR-literatuur.

## Publicaties (selectie)
- Der melancholische Bürger. Ausbildung bürgerlicher Deutungsmuster im Trauerspiel Diderots und Lessings. Frankfurt am Main 1982, ISBN 3-8204-6276-7.
- Friedrich Schiller: Die Jungfrau von Orleans. Frankfurt am Main 1988, ISBN 3-425-06387-1.
- Das schwierige Handwerk des Hoffens. Hanns Eislers „Hollywooder Liederbuch“ (1942/3). Stuttgart 1991, ISBN 3-476-00715-4.
- Deutsche Klassiker im Nationalsozialismus. Schiller – Kleist – Hölderlin. Stuttgart 1994, ISBN 3-476-00985-8.
- Tönende Bildschrift. „Musik“ in der deutschen und französischen Erzählprosa des 18. und 19. Jahrhunderts. Heidelberg 2002, ISBN 3-935025-26-2.

## Weblinks
- geisteswissenschaften.fu-berlin.de